# Эбонг, Эрнест
Эрнест-Лоттин Эбонг (фр. Érnest-Lottin Ebongué; 15 мая 1962, Яунде) — камерунский футболист, нападающий. Выступал, в частности, за клуб «Тоннер», а также национальную сборную Камеруна. Победитель Кубка африканских наций 1984 года. Участник чемпионата мира 1982 года и Олимпийских Игр 1984 года.

## Карьера
Во взрослом футболе дебютировал в 1980 году за команду «Тоннер», в которой провёл шесть сезонов и трижды становился чемпионом Камеруна. В 1986 году перебрался во Францию, где в течение одного сезона защищал цвета клубов «Безье» и «Фекан», после чего переехал в Португалию, в клуб «Витория» из Гимарайнша. Сыграл за клуб в сезоне 1988/89 10 игр в высшем дивизионе Португалии. В дальнейшем выступал в других менее известных португальских клубах, таких как «Варзин», «Авеш» и «Ламегу». В 1994 году уехал играть в Индонезию. Там выступал за клубы «Персма Манадо» и «Пупук Калтим». Завершил игровую карьеру в австрийской команде «Коттингбрунн», за которую выступал на протяжении сезона 1997/98 во втором дивизионе Австрии.
В 1981 году привлекался в состав молодёжной сборной Камеруна для участия на молодёжном чемпионате мира в Австралии, где сыграл все три матча. В составе взрослой сборной Камеруна он принял участие в чемпионате мира 1982 года в Испании, но не сыграл ни одного матча, так как весь турнир сидел на скамейке запасных. Выиграл Кубок африканских наций в 1984 году. Также футболист принял участие в Олимпийских Играх 1984 года, проведённых в Лос-Анджелесе. Во время этого турнира он сыграл в двух матчах против сборных Ирака и Югославии. Камерун покинул турнир на групповом этапе. Затем Эбонг выступал на Кубке африканских наций 1986, который состоялся в Египте. Камерун вышел в финал турнира, но уступил хозяевам по пенальти в финальном матче. В финале Эбонг был заменён на 81-й минуте и в послематчевой серии пенальти не участвовал. В 1990 году он снова поехал на Кубок африканских наций, проходивший в Алжире. На турнире Камерун провалился, даже не выйдя из группы. Последним международным турниром, в котором сыграл Эбонг, является Кубок африканских наций 1992 года, состоявшийся в Сенегале. Впервые в турнире стало участвовать 12 команд, вместо прежних 8. Камерун достиг стадии полуфинала, уступив по пенальти Кот-д’Ивуару, будущему победителю кубка. На турнире он сыграл четыре матча против сборных Заира, Нигерии, Кот-д’Ивуара и Сенегала, в ворота последних забил гол.
Его сын Эбонг Лоттин Кристоф (род. 1981) играл в португальских клубах низших дивизионов.

## Достижения
- Чемпион Камеруна: 1981, 1983, 1984
- Обладатель Суперкубка Португалии: 1988
- Обладатель Кубка африканских наций: 1984
- Финалист Кубка африканских наций: 1986